# آلن گوگایف
آلن گوگایف (به روسی: Алан Гогаев؛ زادهٔ ۸ مارس ۱۹۹۰) کشتی‌گیر اهل روسیه است که در دستهٔ ۶۶ کیلوگرم کشتی آزاد رقابت کرده است. او نائب‌قهرمان کشتی جهان در سال ۲۰۱۰ و نیز قهرمان کشتی اروپا در سال ۲۰۱۲ است. گوگایف ملی‌پوش ۶۶ ک‌گ روسیه در بازی‌های المپیک ۲۰۱۲ لندن بود که با باخت برابر زلیم‌خان یوسفوف تاجیکستانی حذف شد.

## مسابقات قهرمانی کشتی جهان ۲۰۱۷
گوگایف در وزن ۶۵ کیلو مسابقات قهرمانی کشتی آزاد جهان ۲۰۱۷ پاریس حاضر بود که در دورهای اول تا سوم لی سیونگ-چول از کره جنوبی، میثم نصیری از ایران و آدام باتیروف از بحرین را شکست داد اما در نیمه نهایی به زورابی ایاکوبیشویلی از گرجستان شکست خورد و به دیدار رده‌بندی رفت. وی در دیدار رده‌بندی مصطفی کایا کشتی‌گیر ترکی را شکست داد و مدال برنز وزن ۶۵ کیلوگرم را بدست آورد.